# Libertas Brianza 2022-2023
Questa voce raccoglie le informazioni riguardanti la Libertas Brianza nelle competizioni ufficiali della stagione 2022-2023.

## Stagione
Nella stagione 2022-23 la Libertas Brianza assume la denominazione sponsorizzata di Pool Libertas Cantù.
Partecipa per l'undicesima volta, la decima consecutiva, alla Serie A2, chiudendo la regular season di campionato al secondo posto in classifica: accede quindi ai play-off promozione dove giunge fino in semifinale, sconfitta in tre gare dall'Olimpia Bergamo.
A seguito del terzo posto in classifica al termine del girone di andata della regular season, partecipa alla Coppa Italia di Serie A2 venendo eliminata in semifinale dalla New Mater.
Il secondo posto in classifica le consente di disputare la Supercoppa italiana di Serie A2, dove viene sconfitta nella gara unica dalla Callipo.

## Organigramma societario
Area direttiva
- Presidente: Ambrogio Molteni
- Vicepresidente: Matteo Molteni
- Direttore Sportivo: Maurizio Cairoli
- Team Manager: Stefano Pozzi
- Responsabile Settore Giovanile: Stefano Pozzi
- Addetto Arbitri: Barbara Odorisio
- Addetto Video Check: Gianluca Giudici

Area tecnica
- Allenatore: Francesco Denora Caporusso
- Allenatore in seconda: Alessio Zingoni
- Scout Man: Nicola Lasio

Area comunicazione
- Relazioni Esterne: Paolo Annoni
- Addetto Stampa: Francesca Molteni
- Grafica: Amaya Jayasuriya, Laura Vigilante Carollo
- Speaker: Davide Valagussa
- Fotografo: Patrizia Tettamanti, Laura Vigilante Carollo

Area marketing
- Designer e Responsabile marketing: Giovanni Indorato

Area sanitaria
- Staff Medico: Federica Quadrini
- Medico: Paolo Mascagni
- Preparatore Atletico: Francesco Garrera (fino al 17 settembre 2022), Fabio Taiana (dal 18 settembre 2022)
- Responsabile Fisioterapista: Marco Pellizzoni
- Fisioterapista: Alessio Diral
- Consulente fisioterapico: Andrea Molteni
- Osteopata: Emanuele Muri

## Rosa
| N° | Nome                | Ruolo | Data di nascita  | Nazionalità sportiva |
| -- | ------------------- | ----- | ---------------- | -------------------- |
| 1  | Francesco Gianotti  | P     | 25 giugno 2003   | Italia               |
| 3  | Dario Monguzzi      | C     | 23 luglio 1984   | Italia               |
| 4  | Luca Butti          | L     | 8 dicembre 1991  | Italia               |
| 5  | Kristian Gamba      | S     | 16 maggio 2000   | Italia               |
| 6  | Giuseppe Ottaviani  | S     | 12 dicembre 1991 | Italia               |
| 7  | Jonas Aguenier      | C     | 28 aprile 1992   | Francia              |
| 8  | Federico Mazza      | C     | 8 marzo 1996     | Italia               |
| 9  | Giacomo Rota        | S     | 1º dicembre 2002 | Italia               |
| 10 | Alessio Alberini    | P     | 3 marzo 1998     | Italia               |
| 11 | Gianluca Rossi      | C     | 14 marzo 2003    | Italia               |
| 12 | Alessandro Galliani | S     | 22 ottobre 1998  | Italia               |
| 13 | Alessandro Carucci  | S     | 19 aprile 1994   | Italia               |
| 14 | Alessandro Preti    | S     | 7 agosto 1992    | Italia               |
| 16 | Federico Compagnoni | S     | 18 gennaio 2003  | Italia               |
| 17 | Matteo Picchio      | L     | 12 febbraio 2000 | Italia               |

## Mercato
| Acquisti | Acquisti            | Acquisti          | Acquisti   |
| R.       | Nome                | da                | Modalità   |
| -------- | ------------------- | ----------------- | ---------- |
| C        | Jonas Aguenier      | Verona            | definitivo |
| P        | Alessio Alberini    | Motta             | definitivo |
| S        | Alessandro Carucci  | -                 | definitivo |
| S        | Federico Compagnoni | Diavoli Rosa      | definitivo |
| S        | Alessandro Galliani | Milano            | definitivo |
| S        | Kristian Gamba      | Motta             | definitivo |
| P        | Francesco Gianotti  | Milano            | definitivo |
| S        | Giuseppe Ottaviani  | Emma Villas       | definitivo |
| L        | Matteo Picchio      | Top Volley Latina | definitivo |
| S        | Alessandro Preti    | Cuneo             | definitivo |
| C        | Gianluca Rossi      | Milano            | prestito   |

| Cessioni | Cessioni            | Cessioni         | Cessioni      |
| R.       | Nome                | a                | Modalità      |
| -------- | ------------------- | ---------------- | ------------- |
| L        | Riccardo Bortolini  | Alba             | definitivo    |
| P        | Dante Chakravorti   | Energy Parma     | definitivo    |
| C        | Riccardo Copelli    | Olimpia Bergamo  | definitivo    |
| S        | Bruno Floris        | Casarano         | definitivo    |
| C        | Alessandro Frattini | Diavoli Rosa     | definitivo    |
| S        | Tino Hanžič         | Lupi Santa Croce | definitivo    |
| S        | Matheus Motzo       | Lupi Santa Croce | definitivo    |
| P        | Davide Pietroni     | Argentario       | definitivo    |
| S        | Ismael Princi       | Modica           | definitivo    |
| C        | Gianluca Rossi      | Milano           | fine prestito |
| S        | Matteo Salvador     | CSU Northridge   | definitivo    |
| S        | Felice Sette        | Porto Viro       | definitivo    |
| C        | Stefano Trovò       | Viadana          | definitivo    |

## Risultati

### Serie A2

#### Girone di andata
| 1ª Giornata - 9 ottobre 2022 PalaFrancescucci, Casnate con Bernate    | Libertas Brianza    | 0 - 3 | Olimpia Bergamo   | 17-25, 14-25, 21-25               |
| 2ª Giornata - 16 ottobre 2022 PalaParenti, Santa Croce sull'Arno      | Lupi Santa Croce    | 3 - 1 | Libertas Brianza  | 23-25, 25-19, 25-19, 25-21        |
| 3ª Giornata - 19 ottobre 2022 PalaFrancescucci, Casnate con Bernate   | Libertas Brianza    | 3 - 1 | Cuneo             | 21-25, 25-23, 25-19, 25-21        |
| 4ª Giornata - 23 ottobre 2022 PalaMaiata, Vibo Valentia               | Callipo             | 3 - 0 | Libertas Brianza  | 25-19, 25-22, 25-17               |
| 5ª Giornata - 30 ottobre 2022 Palasport Villa D'Agri, Marsicovetere   | Rinascita Lagonegro | 3 - 1 | Libertas Brianza  | 25-22, 25-19, 16-25, 25-23        |
| 6ª Giornata - 6 novembre 2022 PalaFrancescucci, Casnate con Bernate   | Libertas Brianza    | 3 - 0 | Prata             | 25-16, 25-16, 25-15               |
| 7ª Giornata - 13 novembre 2022 PalaGrotte, Castellana Grotte          | New Mater           | 1 - 3 | Libertas Brianza  | 26-28, 23-25, 25-18, 22-25        |
| 8ª Giornata - 20 novembre 2022 PalaFrancescucci, Casnate con Bernate  | Libertas Brianza    | 3 - 2 | Motta             | 20-25, 25-15, 25-17, 30-32, 15-11 |
| 9ª Giornata - 27 novembre 2022 PalaFrancescucci, Casnate con Bernate  | Libertas Brianza    | 3 - 1 | Porto Robur Costa | 16-25, 25-20, 26-24, 25-21        |
| 10ª Giornata - 3 dicembre 2022 PalaBigi, Reggio nell'Emilia           | Tricolore           | 3 - 2 | Libertas Brianza  | 25-20, 25-18, 24-26, 20-25, 15-13 |
| 11ª Giornata - 8 dicembre 2022 PalaFrancescucci, Casnate con Bernate  | Libertas Brianza    | 3 - 2 | Porto Viro        | 20-25, 25-19, 34-32, 26-28, 15-12 |
| 12ª Giornata - 11 dicembre 2022 PalaSanFilippo, Brescia               | Atlantide Brescia   | 1 - 3 | Libertas Brianza  | 22-25, 20-25, 25-20, 16-25        |
| 13ª Giornata - 18 dicembre 2022 PalaFrancescucci, Casnate con Bernate | Libertas Brianza    | 3 - 1 | M&G               | 29-27, 23-25, 29-27, 25-15        |

#### Girone di ritorno
| 14ª Giornata - 26 dicembre 2022 Palazzetto dello Sport, Bergamo       | Olimpia Bergamo   | 3 - 0 | Libertas Brianza    | 25-23, 29-27, 25-15               |
| 15ª Giornata - 7 gennaio 2023 PalaFrancescucci, Casnate con Bernate   | Libertas Brianza  | 1 - 3 | Lupi Santa Croce    | 23-25, 19-25, 31-29, 19-25        |
| 16ª Giornata - 15 gennaio 2023 PalaCastagnaretta, Cuneo               | Cuneo             | 3 - 2 | Libertas Brianza    | 25-18, 23-25, 23-25, 25-22, 15-11 |
| 17ª Giornata - 22 gennaio 2023 PalaFrancescucci, Casnate con Bernate  | Libertas Brianza  | 2 - 3 | Callipo             | 25-20, 36-34, 13-25, 16-25, 12-15 |
| 18ª Giornata - 29 gennaio 2023 PalaFrancescucci, Casnate con Bernate  | Libertas Brianza  | 3 - 1 | Rinascita Lagonegro | 20-25, 25-18, 25-23, 25-23        |
| 19ª Giornata - 11 febbraio 2023 PalaPrata, Prata di Pordenone         | Prata             | 1 - 3 | Libertas Brianza    | 23-25, 25-21, 22-25, 17-25        |
| 20ª Giornata - 19 febbraio 2023 PalaFrancescucci, Casnate con Bernate | Libertas Brianza  | 3 - 1 | New Mater           | 25-20, 18-25, 25-16, 25-22        |
| 21ª Giornata - 26 febbraio 2023 PalaBarbazza, San Donà di Piave       | Motta             | 0 - 3 | Libertas Brianza    | 27-29, 22-25, 19-25               |
| 22ª Giornata - 5 marzo 2023 PalaCosta, Ravenna                        | Porto Robur Costa | 1 - 3 | Libertas Brianza    | 19-25, 23-25, 25-22, 21-25        |
| 23ª Giornata - 12 marzo 2023 PalaFrancescucci, Casnate con Bernate    | Libertas Brianza  | 3 - 0 | Tricolore           | 25-18, 25-16, 25-21               |
| 24ª Giornata - 19 marzo 2023 Palazzetto dello Sport, Porto Viro       | Porto Viro        | 2 - 3 | Libertas Brianza    | 25-21, 17-25, 21-25, 25-23, 13-15 |
| 25ª Giornata - 26 marzo 2023 PalaFrancescucci, Casnate con Bernate    | Libertas Brianza  | 3 - 1 | Atlantide Brescia   | 28-26, 25-19, 22-25, 25-19        |
| 26ª Giornata - 2 aprile 2023 Palasport Grottazzolina, Grottazzolina   | M&G               | 3 - 1 | Libertas Brianza    | 19-25, 25-15, 25-21, 25-20        |

#### Play-off promozione
| Quarti di finale (gara 1) - 16 aprile 2023 PalaFrancescucci, Casnate con Bernate | Libertas Brianza | 2 - 3 | New Mater        | 25-21, 25-11, 23-25, 15-25, 8-15  |
| Quarti di finale (gara 2) - 19 aprile 2023 PalaGrotte, Castellana Grotte         | New Mater        | 2 - 3 | Libertas Brianza | 25-23, 18-25, 25-21, 17-25, 22-24 |
| Quarti di finale (gara 3) - 23 aprile 2023 PalaFrancescucci, Casnate con Bernate | Libertas Brianza | 3 - 0 | New Mater        | 25-21, 25-22, 25-14               |
| Semifinali (gara 1) - 26 aprile 2023 PalaFrancescucci, Casnate con Bernate       | Libertas Brianza | 3 - 2 | Olimpia Bergamo  | 19-25, 25-21, 25-27, 30-28, 15-11 |
| Semifinali (gara 2) - 30 aprile 2023 Palazzetto dello Sport, Bergamo             | Olimpia Bergamo  | 3 - 2 | Libertas Brianza | 16-25, 25-12, 25-15, 22-25, 15-5  |
| Semifinali (gara 3) - 3 maggio 2023 PalaFrancescucci, Casnate con Bernate        | Libertas Brianza | 0 - 3 | Olimpia Bergamo  | 20-25, 13-25, 16-25               |

### Coppa Italia di Serie A2
| Quarti di finale - 29 dicembre 2022 PalaFrancescucci, Casnate con Bernate | Libertas Brianza | 3 - 0 | Lupi Santa Croce | 25-21, 25-22, 25-19        |
| Semifinali - 18 gennaio 2023 PalaGrotte, Castellana Grotte                | New Mater        | 3 - 1 | Libertas Brianza | 25-22, 25-19, 19-25, 25-21 |

### Supercoppa italiana di Serie A2
| Finale - 10 aprile 2023 PalaMaiata, Vibo Valentia | Callipo | 3 - 0 | Libertas Brianza | 25-16, 25-17, 25-21 |

## Statistiche

### Statistiche di squadra
| Competizione                    | Punti | In casa | In casa | In casa | In trasferta | In trasferta | In trasferta | Totale | Totale | Totale |
| Competizione                    | Punti | G       | V       | P       | G            | V            | P            | G      | V      | P      |
| ------------------------------- | ----- | ------- | ------- | ------- | ------------ | ------------ | ------------ | ------ | ------ | ------ |
| Serie A2                        | 48    | 17      | 12      | 5       | 15           | 7            | 8            | 32     | 19     | 13     |
| Coppa Italia di Serie A2        |       | 1       | 1       | 0       | 1            | 0            | 1            | 2      | 1      | 1      |
| Supercoppa italiana di Serie A2 |       | 0       | 0       | 0       | 1            | 0            | 1            | 1      | 0      | 1      |
| Totale                          | -     | 18      | 13      | 5       | 17           | 7            | 10           | 35     | 20     | 15     |

G = partite giocate; V = partite vinte; P = partite perse 

### Statistiche dei giocatori
| Giocatore     | Serie A2 | Serie A2 | Serie A2 | Serie A2 | Serie A2 | Coppa Italia di Serie A2 | Coppa Italia di Serie A2 | Coppa Italia di Serie A2 | Coppa Italia di Serie A2 | Coppa Italia di Serie A2 | Supercoppa italiana di Serie A2 | Supercoppa italiana di Serie A2 | Supercoppa italiana di Serie A2 | Supercoppa italiana di Serie A2 | Supercoppa italiana di Serie A2 | Totale | Totale | Totale | Totale | Totale |
| Giocatore     | P        | PT       | AV       | MV       | BV       | P                        | PT                       | AV                       | MV                       | BV                       | P                               | PT                              | AV                              | MV                              | BV                              | P      | PT     | AV     | MV     | BV     |
| ------------- | -------- | -------- | -------- | -------- | -------- | ------------------------ | ------------------------ | ------------------------ | ------------------------ | ------------------------ | ------------------------------- | ------------------------------- | ------------------------------- | ------------------------------- | ------------------------------- | ------ | ------ | ------ | ------ | ------ |
| J. Aguenier   | 32       | 327      | 202      | 110      | 15       | 2                        | 12                       | 9                        | 3                        | 0                        | 1                               | 7                               | 6                               | 1                               | 0                               | 35     | 346    | 217    | 114    | 15     |
| A. Alberini   | 32       | 109      | 37       | 34       | 38       | 2                        | 6                        | 2                        | 4                        | 0                        | 1                               | 2                               | 0                               | 0                               | 2                               | 35     | 117    | 39     | 38     | 40     |
| L. Butti      | 31       | 0        | 0        | 0        | 0        | 2                        | 0                        | 0                        | 0                        | 0                        | 1                               | 0                               | 0                               | 0                               | 0                               | 34     | 0      | 0      | 0      | 0      |
| A. Carucci    | 1        | 0        | 0        | 0        | 0        | -                        | -                        | -                        | -                        | -                        | 0                               | 0                               | 0                               | 0                               | 0                               | 1      | 0      | 0      | 0      | 0      |
| F. Compagnoni | 30       | 49       | 40       | 5        | 4        | 1                        | 0                        | 0                        | 0                        | 0                        | 1                               | 0                               | 0                               | 0                               | 0                               | 32     | 49     | 40     | 5      | 4      |
| A. Galliani   | 21       | 56       | 50       | 4        | 2        | 1                        | 0                        | 0                        | 0                        | 0                        | 1                               | 0                               | 0                               | 0                               | 0                               | 23     | 56     | 50     | 4      | 2      |
| K. Gamba      | 29       | 563      | 480      | 29       | 54       | 2                        | 35                       | 29                       | 2                        | 4                        | 1                               | 14                              | 13                              | 0                               | 1                               | 32     | 612    | 522    | 31     | 59     |
| F. Gianotti   | 22       | 3        | 1        | 1        | 1        | 1                        | 0                        | 0                        | 0                        | 0                        | 1                               | 0                               | 0                               | 0                               | 0                               | 24     | 3      | 1      | 1      | 1      |
| F. Mazza      | 9        | 23       | 20       | 2        | 1        | 0                        | 0                        | 0                        | 0                        | 0                        | 0                               | 0                               | 0                               | 0                               | 0                               | 9      | 23     | 20     | 2      | 1      |
| D. Monguzzi   | 27       | 210      | 126      | 67       | 17       | 2                        | 14                       | 7                        | 5                        | 2                        | 1                               | 4                               | 2                               | 2                               | 0                               | 30     | 228    | 135    | 74     | 19     |
| G. Ottaviani  | 31       | 342      | 299      | 15       | 28       | 2                        | 24                       | 22                       | 0                        | 2                        | 1                               | 8                               | 7                               | 1                               | 0                               | 34     | 374    | 328    | 16     | 30     |
| M. Picchio    | 18       | 0        | 0        | 0        | 0        | 0                        | 0                        | 0                        | 0                        | 0                        | 0                               | 0                               | 0                               | 0                               | 0                               | 18     | 0      | 0      | 0      | 0      |
| A. Preti      | 31       | 396      | 349      | 30       | 17       | 2                        | 22                       | 18                       | 2                        | 2                        | 1                               | 6                               | 6                               | 0                               | 0                               | 34     | 424    | 373    | 32     | 19     |
| G. Rossi      | 2        | 4        | 3        | 1        | 0        | -                        | -                        | -                        | -                        | -                        | -                               | -                               | -                               | -                               | -                               | 2      | 4      | 3      | 1      | 0      |
| G. Rota       | 2        | 0        | 0        | 0        | 0        | -                        | -                        | -                        | -                        | -                        | 0                               | 0                               | 0                               | 0                               | 0                               | 2      | 0      | 0      | 0      | 0      |

P = presenze; PT = punti totali; AV = attacchi vincenti; MV = muri vincenti; BV = battute vincenti